# François Leleux
François Leleux (Croix, juliol de 1971), és un oboista francès, considerat com un dels grans de la seva generació.
Comença els estudis d'oboè a l'edat de 7 anys al Conservatori de Roubaix. Entra al Conservatori nacional superior de música i dansa de Paris als 14 anys on obté per unanimitat els primers premis del concurs d'oboè i de música de cambra dins de les classes de Pierre Pierlot i Maurice Bourgue. François Leleux ha guanyat els concursos internacionals de Múnic, Praga, Trieste, Manchester i Toló.
Leleux, fora de la seva carrera internacional de solista participa també en la vida orquestral. Ha format part de l'Orquestra Nacional de França i de l'orquestra de joves de la Comunitat Europea sota la direcció de Claudio Abbado. Als 18 anys François Leleux guanya el concurs per a ser primer oboè solista de l'Orquestra Nacional de l'Òpera de la Bastilla de París sota la direcció de Myung Wung Chung, i tres anys després entra a formar part de l'Orquestra Simfònica de la Radio Bàvara de Múnic dirigida per Lorin Maazel i després per Mariss Jansons. Professor del Conservatori de Múnic, és membre en l'actualitat de l'Orquestra de Cambra d'Europa.
Per a François Leleux és molt important la música de cambra: és membre de l'Octet de vents Paris-Bastille, que obté el primer premi al concurs internacional de la vila de París sols un mes després de la seva creació. Dins el conjunt "Les Vents Français", realitza gires internacionals de concerts.

Té el compromís d'ampliar el repertori de l'oboè i li han encarregat moltes obres noves de compositors com Nicolas Bacri, Thierry Pécou, Gilles Silvestrini, Eric Tanguy, Thierry Escaich, Guia Kantxeli i Michael Jarrell. La temporada passada va estrenar un nou concert titulat The Enchanter escrit per Albert Schnelzer i encarregat conjuntament per l'Orquestra de Cambra Sueca i l'Orquestra de Cambra Escocesa. L'obra va rebre càlids elogis a la premsa amb un crític que va escriure:
| « | "El seu concert em va agafar... L'"Encantador" del títol és el mateix Leleux, i és un homenatge adequat a la seva interpretació fascinant. Va convertir l'oboè en un personatge multidimensional, cantant, ballant i saltant per la seva música". | » |

François també ha fet les seves pròpies transcripcions d'àries de Don Giovanni i Die Zauberflöte de Mozart que ha gravat amb Camerata Salzburg per a Sony.
François és un músic de cambra dedicat, que actua regularment a tot el món amb l'octet Ensemble Paris-Bastille i el sextet "Les Vents Français". Entre els seus companys habituals de recital hi ha l'arpista Isabelle Moretti i la seva dona, la violinista Liza Batiaixvili.
François Leleux té un contracte de gravació exclusiu amb SONY Classical. Fins ara, com a part d'aquest contracte, ha publicat tres CD: música de cambra amb Liza Batiaixvili, el violista Lawrence Power i el violoncel·lista Sebastian Klinger: J.S.Bach amb la Chamber Orchestra of Europe i Mozart amb Camerata Salzburg. El seu darrer llançament per a SONY Classical va incloure el Concert per oboè de Strauss gravat amb l'Orquestra Simfònica de la Ràdio Sueca i Daniel Harding i Serenade for Winds interpretats amb el conjunt Paris Bastille. "The Charm of the Oboe" està actualment en preparació per al seu llançament a la primavera de 2012. Al costat de Francois Leleux, l'enregistrament reunirà alguns dels músics de cambra més eminents del sector: Emmanuel Pahud, Paul Meyer, Gilbert Audin i Radovan Vlatkovic.

## Enregistraments
- Richard Strauss: Concerto pour hautbois, Suite pour 13 instruments, Sony Classical, Swedish Radio Symphony Orchestra (Daniel Harding), Ensemble Paris-Bastille
- Récital Poulenc / Britten, Harmonia Mundi HMN 911556
- Bach, Concerto pour violon avec Viktoria Mullova, Philips 4466752
- 12 Fantaisies pour hautbois, Georg Philipp Telemann, Syrius - Syr 141318
- Bach: Concerto en fa majeur, Concerto en ré mineur, Double Concerto (Lisa Batiashvili, violon) Chamber Orchestra of Europe, hautbois et direction : François Leleux. Sony Classical 8-8697112742-3
- Récital Mozart, Britten, Dohnanyi amb Liza Batiaixvili, Lawrence Foster - Sony Classical
- Mozart, Œuvres pour hautbois etoOrchestre avec la "Camerata Salzburg" - Sony Classical
- "Laissez faire au voyage" avec l'ensemble Zellig - Compositeur Thierry Pécou - Intégral Distribution B00008LPA3
- Octuor à vent Paris-Bastille : Beethoven, Mozart / Harmonia Mundi B0000007 GE
- Intégrale Œuvres de chambre Francis Poulenc, BMG B00004VT43
- Nicolas Bacri: Notturno pour hautbois et Cantates - avec Xavier Delette et l'Orchestre Bayonne Côte Basque - Editeur "L'empreinte digitale" 0742495317026
- Louise Farrenc: Nonette pour vents, Études, Trios avec Brigitte Engerer (disque "Naïve")
- Le Charme du hautbois : Concerti de Marcello, Cimarosa, Bellini, Vivaldi, Pasculli, Gluck - Orchestre de chambre de Munich - Sony Classical/BR Klassik - 87254 05912 7
- Romances de Schumann - Fantasiestücke, avec Éric Le Sage (Alpha)
- Les Quatre Saisons : Concerti de Nicolas Bacri
- Haydn - Hummel : Prince Esterhazy Concertos avec Emmanuel Pahud et l'Orchestre de chambre de Munich - Sony Classical/BR Klassik. - 8 88750 09972 3
- Bach : CD Lisa Batiashvili : avec Orchestre de chambre de Munich - Concerto BWV1060R et "Erbarme dich, mein Gott" Deutsche Grammophon - Deutsche Grammophon/BR Klassik- 0 28947 92479 1
- Michael Jarrell: Prisme, Incidences - Orchestre de la Suisse romande avec Pahud, Meyer, Kang, Formenti, Rophé - Aeon 3 760058 367520
- Mozart Concerto KV314 : Enregistrement public avec Colin Davis et le Symphonieorchester des Bayerischen Rundfunks - BR Symphonieorchester4 035519 007 109.